# Ovesné Kladruby
Ovesné Kladruby é uma comuna checa localizada na região de Karlovy Vary, distrito de Cheb‎.